# Meli Derenalagi

a Compétitions nationales et continentales officielles uniquement.

b Matchs officiels uniquement.
Dernière mise à jour le 14 février 2025.
Meli Derenalagi, né le 26 novembre 1998 à Nadi (Fidji), est un joueur de rugby à XV et rugby à sept fidjien jouant au poste de troisième ligne. Il évolue avec les Fijian Drua en Super Rugby depuis 2022.

## Biographie

### Jeunesse et formation (jusqu'en 2018)
Meli Derenalagi est né à Nadi, d'une famille originaire du village de Nawaka. Son père Vuniani Derenalagi a joué pour l'équipe des Fidji de rugby à sept à la fin des années 1990. Il est également le neveu des anciens internationaux fidjiens Apenisa et Semisi Naevo.
Il commence à pratiquer le rugby dès son plus jeune âge avec son école primaire de la Nawaka District School. Il est par la suite éduqué à la Natabua High School (en) de Lautoka, où il joue au rugby à XV avec les équipes des moins de 14 ans jusqu'aux moins de 16 ans,. En 2015, il part terminer sa scolarité à la Queen Victoria School (en) à Tailevu. Avec cet établissement, il remporte le championnat scolaire des moins de 17 ans en 2015, puis celui des moins de 18 ans l'année suivante,.
En 2016, il est retenu avec la sélection fidjienne des moins de 18 ans, avec qui il affronte les sélections scolaires australienne et néo-zélandaise,. La même année, il joue aussi pour la sélection scolaire de rugby à sept.
En 2017, il est sélectionné avec l'équipe des Fidji des moins de 20 ans, et dispute à la fin de l'année le championnat junior d'Océanie,. L'année suivante, il est à nouveau appelé et dispute le trophée mondial des moins de 20 ans 2018. Il participe alors à la victoire de son équipe en marquant deux essais en quatre matchs, dont un lors de la finale contre les Samoa,.
À côté du rugby, Derenalagi s'engage dans la force marine fidjienne après avoir terminé le lycée. En 2019, il atteint le rang de « able seaman » (matelot qualifié),.

### Début de carrière à sept et titre olympique (2018-2021)
Remarqué grâce à ses performances avec les moins de 20 ans, Meli Derenalagi est repéré par le sélectionneur de l'équipe des Fidji de rugby à sept, Gareth Baber (en), qui le recrute pour disputer la saison 2018-2019 des World Rugby Sevens Series. Il fait ses premiers pas avec la sélection fidjienne en novembre 2018 à l'occasion d'un tournoi de préparation au Japon. Il fait ses débuts officiels avec la sélection fidjienne lors du tournoi de Dubaï en novembre 2018, dont il dispute deux matchs,. Il remporte son premier tournoi une semaine plus tard au Cap.
Cette première saison est couronnée de succès d'un point de vue collectif, puisque son équipe remporte le World Rugby Sevens Series, après avoir remporté cinq tournois sur dix. D'un point de vue personnel, il s'impose immédiatement comme un cadre de la sélection fidjienne en jouant les dix tournois de la saison, et en marquant dix-sept essais,. Il est également élu « meilleur débutant » lors de la cérémonie des récompenses en fin de saison,. De plus, il fait partie de l'équipe type de la saison, aux côtés de ses coéquipiers Vilimoni Botitu, Aminiasi Tuimaba et Jerry Tuwai.
La saison suivante, il repart sur les mêmes bases, en étant nommé régulièrement dans les équipes types de tournois,. Il devient également le co-capitaine de la sélection, aux côtés de Jerry Tuwai. Cependant la saison est interrompue en mars 2020 à cause de la pandémie de Covid-19, la fin de saison étant ensuite annulée et les Jeux olympiques de Tokyo repoussés en 2021.
Durant l'interruption due à la pandémie, Derenalagi retourne au Fidji, où il reprend brièvement le rugby à XV avec le club de la marine fidjienne, les Navy Blues en Digicel Sheld (championnat de la région de Suva). Il fait également ses débuts en Skipper Cup avec la province de Suva. Avec son équipe, il remporte le championnat après avoir terminé la saison invaincue,.
En juin 2021, il fait son retour avec la sélection fidjienne à sept, et il est retenu dans le groupe de douze joueurs appelé pour disputer les Jeux olympiques à Tokyo. Il remporte la médaille d'or, après avoir battu l'équipe de Nouvelle-Zélande en finale, marquant à cette occasion un essai,.

### Carrière professionnelle à XV avec les Drua (depuis 2022)
Peu après les Jeux olympiques, Meli Derenalagi décide retourner jouer au rugby à XV, et s'engage avec la nouvelle franchise fidjienne des Fijian Drua pour la saison 2022 de Super Rugby,. Il joue son premier match le 18 février 2022 au poste de troisième ligne aile contre les Waratahs. Régulièrement aligné, il joue neuf matchs avant qu'une blessure au genou ne mette un terme à sa saison en mai 2022.
À l'orée de la saison 2023, il est nommé capitaine des Drua, en remplacement de Nemani Nagusa. Après avoir manqué le début de saison à la suite de la blessure au genou contractée l'an passé, il fait son retour sur les terrains en mars,. Utilisé principalement au poste de numéro 8, il joue dix matchs et inscrit deux essais lors de la saison. Il mène son équipe lors du premier quart de finale de Super Rugby de l'histoire de son équipe, qui se conclut par une large défaite (49 à 8) face aux Crusaders, futurs champions,.
En juin 2023, il est sélectionné pour la première en équipe des Fidji, dans le cadre de la préparation à la Coupe du monde 2023 en France. Il obtient sa première sélection le 29 juillet 2023 contre l'équipe des Samoa à Apia.

## Palmarès

### En rugby à sept
- Vainqueur des World Rugby Sevens Series en 2019.
- Médaille d'or aux Jeux olympiques 2020 à Tokyo en 2021.

### En rugby à XV
- Vainqueur du Trophée mondial des moins de 20 ans en 2018 avec les Fidji.
- Vainqueur de la Skipper Cup en 2020 avec Suva.